# Cantéyodjayâ
Cantéyodjayâ é uma obra solo de piano de 12 minutos composta em Tanglewood entre julho e agosto de 1948 pelo compositor francês Olivier Messiaen, tendo a sua primeira audição em Paris a 23 de Fevereiro de 1954 por Yvonne Loriod.
A obra condensa diversas das suas técnicas e preocupações compositivas, e liga-se directamente aos seus Quatre Études du Rythme, às obras Neumes Rythmiques, Mode de Valeurs et d'intensités e Iles de Feu I e II (1950). Cantéyodjayâ utiliza diversos deci-tâlas, séries cromáticas a nível rítmico e diversos procedimentos de criação e transformação rítmica.[carece de fontes?]